# 福岡市立老司小学校
福岡市立老司小学校（ふくおかしりつ ろうじしょうがっこう）は、福岡県福岡市南区老司三丁目にある公立小学校。

## 歴史
- 昭和40年（1965年） - 同市立三宅小学校の分校として発足。
- 昭和41年（1966年） - 児童総数368名にて独立開校。
- 昭和54年（1979年） - 鶴田小学校が分離。
- 昭和56年（1981年） - 野多目小学校が分離。
- 平成8年（1996年） - 校舎の大改装を経て現在の姿に至る。

## 通学区域
南区野多目（4丁目の一部と6丁目全域）、老司（1丁目,5丁目の一部を除く）、鶴田（4丁目の一部）。
南区の中南端部にあり、校区の東端は那珂川が流れ、南端は那珂川市との境界にあたる。学校は校区北側の県道49号の西鉄バス老司小学校前バス停近くの小道を南側に入ったところにある。
中学校は校区内の福岡市立老司中学校の校区となる。

### 校区内の主な施設
- 福岡少年院
- 老司古墳[3][4]（福岡少年院敷地内）
- 国道385号（みやけ通り） - 校区東側を那珂川に並行して通る。
- 福岡県道49号大野城二丈線 - 校区北側を東西に通る。

### 校区が隣接する小学校
- 福岡市立野多目小学校
- 福岡市立弥永西小学校
- 福岡市立鶴田小学校
- 福岡市立東花畑小学校
- 那珂川市立片縄小学校